# Haren (Ems)
Haren (Ems) – niemieckie miasto, w kraju związkowym Dolna Saksonia w powiecie Emsland, nad rzeką Ems. Liczy ok. 23 tys. mieszkańców (2008).

## Historia
Haren po raz pierwszy wzmiankowano w wiekach średnich, ok. roku 800. Natomiast ok. roku 1150 została założona osada Neuharen, położona w pobliżu dotychczasowej Altharen. Altharen leżało w pobliżu zamku i należało do biskupa Münster, który zakupił ją ok. 1252 r. od księżnej Jutty von Ravensberg. Po zakończeniu wojny trzydziestoletniej Haren znajdowało się w stanie ruiny, wkrótce jednak zostało odbudowane jako port na rzece Ems.
W 1803 roku Haren stało się częścią księstwa Arenberg w związku ze zmianami granic w epoce napoleońskiej, natomiast od 1810 roku było częścią Cesarstwa Francji. Po kongresie wiedeńskim przeszło pod władanie Królestwa Hanoweru, by od 1866 roku stać się częścią Królestwa Prus i zjednoczonych w 1870 roku Niemiec. W okresie wojny francusko-pruskiej było miejscem lokalizacji obozu dla jeńców. Więźniowie francuscy zbudowali wówczas kanał Haren-Rütenbrock, który umożliwił produkcję torfu.
Pomimo tych zmian obie miejscowości były do 1913 roku zarządzane przez Kościół, po czym zostały przejęte przez rząd niemiecki.

### Okres polski
Na przełomie lat 1944/45 w Emslandzie przebywało ok. 60 tys. polskich robotników przymusowych, jeńców wojennych i więźniów obozów koncentracyjnych. W latach 1945–1948 zajęte przez polskich żołnierzy i byłych więźniów. Początkowo nazywane Lwów, potem Maczków.

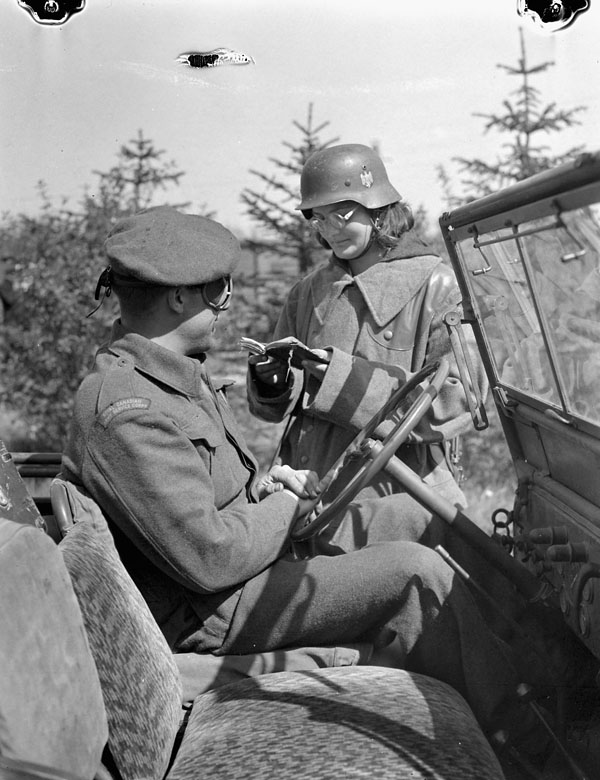
Polka w mundurze niemieckim sprawdza dokumenty przy głównej bramie obozu w Haren po jego wyzwoleniu, 7 maja 1945

19 maja 1945 roku żołnierze 1. Dywizji Pancernej generała Stanisława Maczka zajęli teren i do 28 maja przenieśli wszystkich mieszkańców miasteczka do okolicznych miast (pozostawiono burmistrza z rodziną i zakonnice). Łącznie przesiedlono ok. 1000 niemieckich rodzin. Na ich miejscu umieszczono 5000 Polaków. Wśród nich byli powstańcy warszawscy, w tym ok. 1700 kobiet, uczestniczek powstania uwolnionych z obozu w Oberlangen.
Decyzja o powstaniu polskiej enklawy powstała w 2. Korpusie Kanadyjskim, a zaakceptował ją brytyjski zarząd wojenny z marszałkiem Montgomerym na czele.
W czasie wizyty w mieście 4 czerwca 1945 polski dowódca gen. Tadeusz Bór-Komorowski nadał miastu nową nazwę Maczków. Pierwszym cywilnym burmistrzem Maczkowa został Zygmunt Gałecki, kolejnym Mieczysław Futa. W ciągu następnych dwóch lat Maczków był polskim miastem z burmistrzem, szkołą, strażą pożarną i polską parafią.
Ulice otrzymały polskie nazwy takie jak: Armii Krajowej, 1 Dywizji Pancernej, Legionów, Jagiellońska, Zygmuntowska, Lwowska, Łyczakowska, Wileńska, Aleje Ujazdowskie, Polna, Ogrodowa, Artyleryjska, Kopernika, Mickiewicza, Akademicka, Most Baileya. Pieczęć miejska przedstawiała tarczę herbową z przedstawionym kwiatem maku, nad tarczą umieszczono hełm i skrzydło husarskie jako znak 1. Dywizji Pancernej.
W mieście znalazł schronienie, po opuszczeniu obozu Buchenwald, m.in. Józef Szajna. W mieście założono Uniwersytet Ludowy. 19 czerwca 1945 roku powstał Teatr Ludowy im. Wojciecha Bogusławskiego, zorganizowany przez wyzwolonego z obozu jenieckiego Leona Schillera; Schiller był jednym z tych, którzy nawoływali do powrotu do kraju. W pobliskim Meppen znajdowała się polska księgarnia sprzedająca miesięcznie ok. 15-18 tysięcy książek. Wydawana była polska prasa, gazety „Dziennik” i „Defilada” osiągały początkowo łączny nakład 90 tysięcy egzemplarzy. Powstało kilkanaście polskich przedszkoli i szkół, a w samym Maczkowie gimnazjum, liceum oraz Polskie Gimnazjum Mechaniczne. W lipcu 1945 roku w Maczkowie wystąpił skrzypek Yehudi Menuhin z akompaniującym mu pianistą Beniaminem Brittenem.
Zarejestrowano 289 ślubów i 101 pogrzebów. 497 Polaków miało świadectwa urodzenia wskazujące jako miejsce urodzenia Maczków – miasto, którego nie można było znaleźć na żadnej mapie. W rejonie dochodziło do konfliktów z niemieckimi mieszkańcami, m.in. w marcu 1947 r. na placu w Aschendorfie wywieszono listę 35 niemieckich kobiet, które rzekomo utrzymywały kontakty z Polakami, a we Freren w powiecie Lingen, byli więźniowie obozów koncentracyjnych spalili dom ortsgruppenleitera NSDAP, Eilerta.
Od jesieni 1946 roku polskie wojsko zaczęło opuszczać Haren i w rejonie pozostawali już tylko byli więźniowie (dipisi). Nazwę Haren przywrócono 10 września 1948 roku, gdy żołnierze wrócili do Wielkiej Brytanii, a polscy mieszkańcy zostali w ramach brytyjskiej „Operacji Carrot” przesiedleni do Polski lub też wyjechali za żołnierzami.

### Historia najnowsza
Altharen i Neuharen połączono w październiku 1956 roku, a w grudniu 1965 Haren otrzymało prawa miejskie.

## Gospodarka
W mieście rozwinął się przemysł metalowy oraz włókienniczy.

## Współpraca
- Andrésy, Francja, od 1988
- Międzyrzecz, Polska, od 1991
- Vlagtwedde, Holandia, od 1972